# Nausea (gruppo musicale)
I Nausea sono stati una band statunitense crust punk di New York formatasi nel Lower East Side di Manhattan, attiva tra il 1985 e il 1992. I Nausea sono solitamente citati come gruppo fondamentale nella crescita del crust punk americano (una fusione di hardcore punk e thrash metal).
Come molti gruppi anarco-punk del periodo, i Nausea avevano un cantante maschile ed uno femminile. Erano parte della comunità di squatter di New York. Il loro sound iniziale con Amy Miret e Neil Robinson alle voci era più vicino all'hardcore punk tradizionale. Dopo la partenza di Robinson nel 1988, sostituito da Al Long, la band inizia quindi a sperimentare un suono più cupo e pesante. Dopo l'uscita dal gruppo, Robinson formerà le band Jesus Crust e Final Warning, ed avvierà l'etichetta Tribal War Records.

## Testi e stile musicale
I testi apocalittici delle loro canzoni, nonché la grafica dei loro album, sono state influenzate dalle questioni socio-politiche del periodo, come l'amministrazione Reagan, la guerra fredda e le minacce di una guerra nucleare. I Nausea incentrano i loro testi su temi come l'ambientalismo, l'estinzione umana, l'inquinamento, la critica al cristianesimo, e i diritti degli animali.

## Formazione

### Ultima
- Al Hoon (Al Long) - voce (1988-1992)
- Amy Keim - voce
- Victor Dominicis - chitarra
- John Guzman - basso
- Roy Mayorga - batteria (1989-1992)

### Membri precedenti
- Neil Robinson - voce (1985-1988)
- Pablo Jacobson - batteria (1985-1987)
- Jim Williams - batteria (1987-1988)

## Discografia

### Uscite ufficiali
- 1988 – Nausea (demo)
- 1990 – Extinction
- 1991 – Cybergod (EP)
- 1992 – Lie Cycle (EP)
- 1993 – Alive in Holland (video)
- 1993 – Extinction: The Second Coming
- 2004 – Punk Terrorist Anthology Vol. 1 (raccolta)
- 2005 – Punk Terrorist Anthology Vol. 2 (raccolta)

### Apparizioni in compilation
- 1988 – New York Hardcore: The Way It Is
- 1989 – Squat or Rot Volume. 1
- 1989 – They Don't Get Paid, They Don't Get Laid, But Boy Do They Work Hard
- 1990 – Murders Among Us
- 1991 – More Songs About Plants and Trees
- 1992 – Discharged: From Home Front to War Front